# هوشسالکووا
هوشسالکووا (به چکی: Hošťálková) یک منطقهٔ مسکونی در جمهوری چک است که در ناحیه وستین واقع شده‌است. هوشسالکووا ۲۶٫۸۷ کیلومتر مربع مساحت و ۲٬۰۷۲ نفر جمعیت دارد و ۳۷۰ متر بالاتر از سطح دریا واقع شده‌است.